# Distrito electoral de Plattsmouth (condado de Cass, Nebraska)
Plattsmouth (en inglés: Plattsmouth Precinct) es un distrito electoral ubicado en el condado de Cass en el estado estadounidense de Nebraska. En el Censo de 2010 tenía una población de 3095 habitantes y una densidad poblacional de 23,46 personas por km².

## Geografía
Plattsmouth se encuentra ubicado en las coordenadas 41°0′31″N 95°56′10″O / 41.00861, -95.93611. Según la Oficina del Censo de los Estados Unidos, Plattsmouth tiene una superficie total de 131.91 km², de la cual 126.86 km² corresponden a tierra firme y (3.83%) 5.05 km² es agua.

## Demografía
Según el censo de 2010, había 3095 personas residiendo en Plattsmouth. La densidad de población era de 23,46 hab./km². De los 3095 habitantes, Plattsmouth estaba compuesto por el 97.71% blancos, el 0.58% eran afroamericanos, el 0.13% eran amerindios, el 0.42% eran asiáticos, el 0.1% eran isleños del Pacífico, el 0.13% eran de otras razas y el 0.94% pertenecían a dos o más razas. Del total de la población el 1.68% eran hispanos o latinos de cualquier raza.